# Eric Singleton
Eric Newkirt Singleton (más néven Eric XL Singleton vagy XLarge) 
(New York, 1968. november 6. –) amerikai rapper, 
aki számos tánczenei produkcióban szerepelt, de leginkább a Modern Talking 
duóval folytatott együttműködésével szerzett hírnevet.

## Pályafutása
Eric Singleton 1994-ben kezdte rapper karrierjét, amikor kiadta a Righteous Vibe című albumát.
1997-től számos rapprojektben vendégszerepelt olyan többnyire kevésbé ismert németországi zenekarokkal, mint a Face II Face, Cool Passion, Tom Tom, BOON, Cool Cut, Deep Down, G-Traxx és mások, melyekben álneveken szerepelt: DJ Eric, Extra Large, MC X, XL illetve XL Singleton stb.
1998-ban jelent meg először a You’re My Heart, You’re My Soul visszatérő verziójában, 
majd ugyanebben az évben a Bad Boys Blue You're A Woman '98 című kislemezén is szerepelt.
1998-2001 között a Modern Talking rappere volt. Feltűnt a 
|You’re My Heart, You’re My Soul '98, a Brother Louie '98, a Cheri Cheri Lady'98, a Space Mix '98, a You Are Not Alone, a Sexy Sexy Lover, a China In Her Eyes, a Don't Take Away My Heart, a Fly To The Moon és legutoljára  a  2001-ben megjelent "Last Exit to Brooklyn" videójában.
2000-ben kiadta első szólókislemezét, a Sexy Girl-t Shaggy-vel.
A Last Exit to Brooklyn kislemez megjelenése után - miután szólókarrierjét illetően vitát folytatott az 
együttessel, kivált a Modern Talkingból és visszaköltözött Georgiába, az 
Egyesült Államokba.
2006-ban visszatért Németországba és azóta ismét szóló rapkarrierjén dolgozik.